# Fiorenza de Bernardi
Fiorenza Anna Maria Rita de Bernardi (Firenze, 22 maggio 1928) è un'aviatrice italiana.

## Biografia
Figlia d'arte, il padre era Mario de Bernardi, fu la prima donna in Italia a svolgere la professione di pilota di linea.
Ottenne il primo di tre brevetti di volo nel 1951 ed ebbe il suo primo impiego nel 1967 presso la compagnia Aeralpi grazie all'interessamento del generale Garetto. Vincendo la diffidenza dei colleghi uomini riuscì a guadagnare la loro fiducia diventando un esempio per molte altre donne che intrapresero la stessa professione.
Durante la sua carriera ha pilotato diversi velivoli tra i quali il turboelica Twin Otter, il trimotore Yak-40 e il quadrimotore DC 8 per un totale che supera le 6.500 ore di volo.
Raggiunta l'età della pensione, anticipata per via di un incidente in automobile, divenne presidente dell'Associazione Donne dell'Aria (ADA). È inoltre vice-presidente della Federazione Pilote Europee e membro delle 99 (un'associazione a quale appartengono tutte le pilote del mondo) e membro ISA (Associazione Internazionale delle Pilote di Linea).